# Truneng (Sukomoro)
Truneng is een bestuurslaag in het regentschap Magetan van de provincie Oost-Java, Indonesië. Truneng telt 1385 inwoners (volkstelling 2010).